# João Pedro Henrique Duplan
Jean Pierre Henri Duplan, conhecido no Brasil como João Pedro Henrique Duplan (Paris, 1848 — Porto Alegre, 5 de julho de 1899) foi um educador francês naturalizado brasileiro.

## Biografia
Nascido em Paris em 1848, bacharelou-se em Ciências e Letras pela Universidade de Paris. Mudando-se para o Rio Grande do Sul em 1868, dedicou-se ao magistério, dando aulas no Liceu União de Rio Grande. Em seguida fixou residência em Porto Alegre, onde por muitos anos foi professor e vice-diretor do Ginásio São Pedro. De 1878 a 1895 foi lente da cadeira de Pedagogia da Escola Normal de Porto Alegre. Em 1889 era vice-diretor da Escola Normal.
Foi membro do Conselho Diretor da Diretoria de Instrução Pública do estado por muitos anos, integrou a comissão para elaboração do Regimento Interno e vistoriar as mobílias escolares, e várias vezes assumiu a função de diretor titular interinamente. Lutou por uma melhor remuneração dos professores e pela expansão das aulas públicas. Foi um dos educadores envolvidos na primeira reforma educacional do estado, levada a cabo em 1897. Segundo Maximiliano Almeida, "as intervenções de Duplan refletiram, em relação a suas experiências e conhecimentos na administração da Instrução Pública, coerência crítica. Sua participação no Conselho Escolar visava, sobretudo, contribuir para excelência do ensino no Rio Grande do Sul do que, simplesmente, satisfazer compromissos partidários".
Almeida refere que sua pedagogia seguia o então chamado "método intuitivo", apoiado no texto e na realidade prática, cujo fundamento "compreendia a apreensão do conhecimento através da 'lição das coisas', realizando-se do concreto para o abstrato, privilegiando a participação dos sentidos na observação dos objetos, principalmente a visão. Propunha-se partir do particular para o geral, do conhecido para o desconhecido, como metodologia de aquisição de conhecimentos científicos". Foi indicado diretor interino da Biblioteca Pública do Estado em 30 de março de 1885, efetivado titular em 1886, ocupando o cargo até 1897. Durante o ano de 1894 foi secretário de Estado interino dos Negócios do Interior. Foi nomeado inspetor da 2º Região Escolar em 1897.
Lecionou francês no Ginásio São Pedro e foi o fundador da Associação Cultural Franco-Brasileira de Porto Alegre. Manteve assídua correspondência com figuras eminentes das letras francesas, em particular Guy de Maupassant, com quem estudara e se tornara muito amigo.
Faleceu solteiro em 5 de julho de 1899, vítima de um mal cardíaco. Vários colégios suspenderam suas atividades em sinal de pesar, foram publicados elogiosos obituários nos jornais A Razão, Correio do Povo e A Federação, e seu sepultamento foi muito concorrido, apesar da chuva que caiu todo o dia, fazendo-se presentes representantes do presidente do estado, o diretor da Instrução Pública, todo o pessoal da repartição, professores e alunos de várias escolas, funcionários públicos e amigos. Arthur Toscano escreveu um longo obituário no jornal A Federação, relembrando suas experiências quando havia sido seu aluno, as artimanhas para fugir à sua rigorosa disciplina, as suas tiradas humorísticas, seu amor ao teatro, às caçadas e às cavalgadas. Também foi muito concorrida a missa de sétimo dia, quando foi chamado de "ilustre cidadão", "que com tanto zelo e proficiência exerceu o cargo de inspetor escolar".

## Reconhecimento
O obituário do Correio do Povo, replicado no jornal A Razão, louvou sua "ilustração copiosa, variadíssima e profunda", que o destacava de modo "surpreendente no meio intelectual superior do Rio Grande do Sul", sua "finíssima cultura de cavalheiro", seu senso de justiça, sua "perícia rara na ciência do ensino", e disse que os governos da província, "tendo em alta e merecida conta o nutrido talento de H. Duplan, aproveitaram-no com honra para si e grande proveito para o fortalecimento e a elevação do nível intelectual da mocidade". Poucos meses depois de sua morte o secretário do Interior João Abbott disse que sentia-se no dever de louvar a memória daquele "abalizado educador", a cuja "comprovada dedicação e competência deve o estado a organização do ensino na 2ª Região Escolar".
Mais tarde o jornalista e literato Artur Pinto da Rocha relembrou seu "formoso talento" para a docência, "alma cheia de carinhos e afetos que atraía e encantava os estudantes". Segundo o historiador Dante Pianta, "espírito culto voltado inteiramente às coisas do ensino, o professor Duplan situa-se entre os expoentes do magistério gaúcho, não só por sua atuação no ensino particular, mas também por sua contribuição à formação de novos professores e por seu interesse a tudo que se referia ao tema educacional", sendo homenageado com o batismo com seu nome de uma rua de Porto Alegre e uma escola estadual em Charqueadas.